# WWF Prime Time Wrestling
WWF Prime Time Wrestling è stato un programma televisivo di wrestling statunitense prodotto dalla World Wrestling Federation a partire dal gennaio 1985 e mandato in onda settimanalmente negli Stati Uniti fino al gennaio 1993 sull'emittente USA Network.
La durata di una puntata di Prime Time Wrestling era di due ore. Il programma prevedeva incontri di wrestling (molti dei quali tratti da "house show"), interviste, promo dei lottatori WWF, notizie e aggiornamenti sugli angle e le storyline in corso nella federazione, scenette e siparietti comici, e annunci dei prossimi eventi in pay-per-view.

## Storia

### Primi anni
A partire dal 1º gennaio 1985, la prima puntata di Prime Time Wrestling andò in onda con Jesse Ventura e Jack Reynolds alla conduzione del programma. Reynolds rimase fino al 9 luglio 1985 per poi essere sostituito da Gorilla Monsoon la settimana successiva.
Bobby Heenan esordì nel programma come co-conduttore al fianco di Monsoon il 28 aprile 1986, e rimpiazzò ufficialmente Ventura a partire dal 30 giugno dello stesso anno.

### Periodo Monsoon/Heenan
Il periodo più ricordato e popolare di Prime Time vide come coppia di conduttori Heenan e Monsoon, con Monsoon a prendere le difese dei wrestler babyface (i "buoni" favoriti dal pubblico) e Heenan a recitare la parte del sostenitore a tutti i costi dei "cattivi", soprattutto dei membri della sua stable The Heenan Family. L'alchimia comica tra i due rese Monsoon e Heenan molto popolari presso i fan, grazie ai loro molteplici battibecchi spesso esilaranti, e nonostante Prime Time non fosse considerato uno degli show principali della federazione. Molti altri programmi di wrestling; prodotti dalla stessa WWF o da altre compagnie; tentarono di copiare questa formula, con vari livelli di riuscita.
Sebbene fosse principalmente un programma realizzato in studio, occasionalmente Prime Time registrava puntate speciali on the road trasmettendo da località diverse. Alcuni esempi inclusero Busch Gardens, Trump Plaza, CN Tower e Churchill Downs. Questi segmenti avevano raramente a che fare con argomenti inerenti al wrestling, puntando maggiormente sulle scenette comiche tra Monsoon e Heenan.
La coppia Heenan-Monsoon condusse Prime Time dal 1986 al 1991. Roddy Piper sostituì Heenan per un breve periodo nell'estate del 1989, mentre Bobby Heenan era impegnato a condurre il suo personale talk show The Bobby Heenan Show; quando Heenan tornò nel programma, Piper lo affiancò per la restante parte del 1989 come secondo co-conduttore. Nella sua ultima puntata, Piper aggredì Heenan per essersi vestito da Babbo Natale e aver insultato i bambini. Le Rosetti Sisters, un gruppo di sorelle sovrappeso appassionate della WWF, furono presenza fissa nello show nel periodo 1989–90, facendo anche da assistenti a Heenan nel suo talk show.
Gli ospiti erano ricevuti in studio, dove era presente un pubblico ridotto. Gene Okerlund fu una delle presenze più assidue nel programma, spesso dando vita a siparietti comici durante i quali si scontrava con Heenan. Vince McMahon sostituì momentaneamente Gorilla Monsoon alla conduzione agli inizi del 1988 per motivi di salute. Altro episodio notevole si ebbe in occasione dell'esordio ufficiale di Ric Flair in WWF. Nella puntata del 9 settembre 1991, nella sua prima apparizione televisiva in WWF, Flair, affiancato da un emozionato Heenan, portò addirittura con sé in studio la cintura di campione mondiale NWA, autodefinendosi «il vero campione del mondo dei pesi massimi» e sfidando pubblicamente Hulk Hogan. Tra i vari ospiti che si susseguirono nel corso degli anni, ci furono Freddie Blassie, The Red Rooster, The Brooklyn Brawler, Rick Rude, Arnold Skaaland, Hillbilly Jim, Salvatore Bellomo, Ted DiBiase, Koko B. Ware, Mr. Fuji, Demolition, Lord Alfred Hayes e Harley Race, tra gli altri.

#### Flair con la cintura NWA in WWF

Bobby Heenan e Ric Flair a WWF Prime Time Wrestling, 9 settembre 1991. Fece scalpore il fatto che Flair si portò dietro la cintura di campione NWA, all'epoca la federazione rivale della WWF

Il dirigente e booker della WCW Jim Herd discuteva regolarmente con l'allora campione NWA World Heavyweight Ric Flair. Secondo Flair, Herd voleva che abbandonasse completamente il suo personaggio di "Nature Boy", tagliandosi i caratteristici lunghi capelli biondi, e adottando la gimmick di un gladiatore romano di nome "Spartacus" per restare, a detta di Herd, "al passo coi tempi". Flair si rifiutò categoricamente e il collega Kevin Sullivan commentò ironicamente: «Mentre lo facciamo, perché non andiamo allo Yankee Stadium e cambiamo il numero di Babe Ruth?». Herd pensava che l'epoca di Flair come main eventer fosse finito e che le nuove star della federazione dovevano essere Sting e Lex Luger. Questo feud nel backstage arrivò a un punto di rottura quando durante la rinegoziazione del contratto a Flair fu proposta una riduzione dell'ingaggio. Egli si rifiutò anche di perdere il titolo con Luger come voleva Herd, dicendo che lo aveva promesso a Sting e in precedenza anche lo stesso Herd si era detto d'accordo. Flair tentò un compromesso con Herd e si offrì di cedere la cintura NWA a Barry Windham, sentendo che Windham era stato a lungo ignorato e meritava un regno da campione. Tuttavia, il 1º luglio 1991, due settimane prima di Great American Bash, Herd licenziò Flair dalla WCW e lo privò del titolo WCW World Heavyweight Championship. Però Flair era ancora fisicamente in possesso della cintura e decise di portarla con sé in WWF, cosa mai accaduta prima.

## Variazioni di format

### 18 febbraio 1991 – 4 novembre 1991
Il 18 febbraio 1991, Prime Time cambiò il proprio format diventando una sorta di talk show/varietà, con pubblico in studio. Vince McMahon e Bobby Heenan erano i conduttori di questa versione del programma, con Lord Alfred Hayes come annunciatore. Frequente era la presenza di wrestler WWF durante questa specifica incarnazione di Prime Time, maggiormente simile al vecchio Tuesday Night Titans. L'ultima apparizione di McMahon come co-conduttore fu il 10 giugno 1991. Nelle settimane seguenti, Gene Okerlund, Sean Mooney e Gorilla Monsoon si avvicendarono nel ruolo di co-conduttori insieme a Bobby Heenan. Il 15 luglio 1991, Mooney divenne il sostituto ufficiale di McMahon.

### 11 novembre 1991 – 4 gennaio 1993
L'ultima versione di Prime Time esordì l'11 novembre 1991, e comprendeva un gruppo di celebrità WWF (inclusi, a seconda dei periodi, Bobby Heenan, Gorilla Monsoon, Jim Duggan, Randy Savage, Mr. Perfect, Jerry Lawler, Slick, Sgt. Slaughter e Hillbilly Jim) partecipanti a un dibattito in studio circa i vari avvenimenti in corso nella federazione. Vince McMahon svolgeva la funzione di moderatore.
L'ultima puntata di Prime Time Wrestling andò in onda il 4 gennaio 1993. Fu Monday Night Raw a prendere il posto dello show, già a partire dalla settimana successiva.

## Conduzione

### Conduttori regolari
- Jack Reynolds (1985)
- Jesse Ventura (1985-1986)
- Gorilla Monsoon (1985-1993)
- Bobby Heenan (1986-1993)
- Roddy Piper (1989, 1991)
- Vince McMahon (1988, 1991-1993)
- Sean Mooney (1991, varie ospitate in seguito)
- Jim Duggan (1991-1992)
- Slick (1991-1992)
- Mr. Perfect (1991-1992)
- Jerry Lawler (1992)
- Hillbilly Jim (1991-1992)
- Sgt. Slaughter (1991-1992)

### Ospiti speciali
- Lord Alfred Hayes (1985-1991)
- Jimmy Hart (1986)
- Ted DiBiase (1987)
- Randy Savage (1988, 1992)
- Gene Okerlund (1989–92)
- Tony Schiavone (1989)
- Freddie Blassie (1989)
- Brother Love (1989)
- Rick Rude (1989)
- Jake Roberts (1991)
- Earthquake (1991)
- André the Giant (1991)
- The Undertaker (1992)
- Paul Bearer (1992)